# 梅莱鲁
梅莱鲁是巴西圣卡塔琳娜州的一个市镇。总面积186.618平方公里，总人口6880人，人口密度36.9人/平方公里。